# Синская, Евгения Николаевна
Евге́ния Никола́евна Си́нская (12 [24] ноября 1889, Великие Луки, Псковская губерния — 3 марта 1965, Ленинград) — советский ботаник-систематик, генетик, селекционер, эколог, специалист по культурным растениям, видообразованию и структуре популяций растений, физиолог, ботанико-географ, растениевод, доктор биологических и сельскохозяйственных наук (1935), профессор (1946). Активная единомышленница и сотрудница академика Н. И. Вавилова, помогавшая ему в реализации его научно-организационных программ.

## Биография
Евгения Николаевна Синская родилась в Великих Луках в семье учителя.
В Великих Луках окончила семь классов гимназии, а в Москве завершила дополнительный, восьмой класс женской гимназии.
У молодой девушки было большое желание учиться в университете и получить высшее профессиональное образование. Но женщинам в то время приходилось бороться за получение высшего образования наравне с мужчинами и с невероятными трудностями прокладывать себе путь через законодательные запреты и ограничения. В регулярные высшие учебные заведения женщины еще не принимались. По университетскому Уставу 1863 года доступ женщин в университеты не был разрешён, и это вынуждало некоторых из них уезжать для обучения за границу.
Поскольку женские гимназии не выдавали аттестаты зрелости, Евгения Николаевна после самостоятельной подготовки экстерном сдала экзамены в Смоленской мужской гимназии и получила аттестат зрелости, что позволило ей в порядке исключения зачислиться вольнослушательницей в Московский сельскохозяйственный институт (МСХИ) на Отделение растениеводства. Обучение в институте продолжалось с перерывами в течение 9 лет, с 1909 по 1917 г. В течение этого периода она работала в различных учреждениях — препаратором на Безенчукской (1910) и Новозыбковской (1915—1916) опытных станциях, на опытном поле МСХИ, в отделе земельных улучшений Туркестана (1917). Участвовала в ботанических экспедициях в Среднюю Азию, Полесье и другие районы страны.
Осенью 1917 года окончила институт, сдав государственные экзамены экстерном. Дипломную работу по пойменным лугам Саратовской губернии выполнила по руководством А. Г. Дояренко. В 1918 году получила диплом агронома 1-го разряда.
С марта 1919 года работала специалистом по луговодству земельного отдела Саратовского губернского управления и одновременно (с 1920 года) лаборантом на кафедре частного земледелия и селекции агрономического факультета Саратовского университета и в Саратовском отделении Бюро по прикладной ботанике и селекции Сельскохозяйственного учёного комитета Наркомзема РСФСР.
В 1921 году по приглашению Н. И. Вавилова перешла на работу в Отдел прикладной ботаники и селекции Сельскохозяйственного ученого комитета Наркомзема РСФСР, на базе которого был организован Всесоюзный институт прикладной ботаники и новых культур, затем преобразованный во Всесоюзный институт растениеводства.
Н. И. Вавилов высоко ценил её разностороннюю эрудицию, глубину научных знаний и организаторские способности. Активно участвовала в организации ВИР, его филиалов и опытных станций. В ВИРе Е. Н. Синская была организатором и руководителем отделов крестоцветных (1921), масличных, прядильных культур, корнеплодов (1925), лаборатории экологии культурных растений (1931), кормовых культур (1934), многие годы являлась консультантом лаборатории, а затем отдела овощных культур. С 1936 по 1940 год осуществляла научное руководство Майкопской опытной станцией ВИР.
Деятельность Е. Н. Синской была связана с созданием и изучением мировой коллекции ВИР. Она принимала участие в экспедициях по обследовании ресурсов возделываемых растений Алтая (1924), Японии (1928—1929), а с 1929 по 1964 год почти ежегодно Евгения Николаевна проводила экспедиции по Кавказу, Дальнему Востоку, Поволжью, Полесью, Северо-Западу РСФСР и других районах европейской части СССР.
После ареста Н. И. Вавилова Е. Н. Синская ушла из ВИР. Читала лекции в Ленинградском сельскохозяйственном институте (ЛСХИ), будучи профессором кафедры ботаники, а с октября 1941 года заведовала кафедрой селекции и семеноводства ЛСХИ. После эвакуации института в г. Барнаул в 1942 году, Евгения Николаевна переехала из блокадного Ленинграда в Краснодар и заняла там должность заведующей лабораторией новых масличных культур во Всесоюзном научно-исследовательском институте масличных культур (ВНИИМК). В 1942 году вместе с ВНИИМК была эвакуирована на Закатальскую опытную станцию (Азербайджан). В 1943 году после освобождения оккупированных территорий вернулась в Краснодар. 
Вскоре после окончания войны, в августе 1945 года Евгения Николаевна снова была приглашена на работу в ВИР. С 1945 года по совместительству заведовала Гербарием ВИР, с 1948 года переведена на основную работу в той же должности; с 1957 года — заведующая отделом кормовых культур, а в 1963—1965 годы — руководитель отдела систематики и гербария культурных растений. Основные работы: по проблемам эволюции (главным образом, бобовых) и видообразованию, внутривидовой изменчивости, структуре и динамике популяций. 
Занимала должности заведующей секциями прядильных и масличных растений и корнеплодов отдела полевых культур и заведующей гербарием во Всесоюзном институте прикладной ботаники.
В послевоенные годы возглавляла Комиссию по ботанической номенклатуре и изданию многотомного труда «Культурная флора СССР», редактировала научные издания «Труды по прикладной ботанике, генетике и селекции» ВИР, труды ВНИИМК, «Труды аспирантов и молодых научных сотрудников ВИР» (1956—1965).
Член Всесоюзного ботанического общества с 1925 года.
Умерла 3 марта 1965 года в Ленинграде.
Похоронена на Северном кладбище Санкт-Петербурга.

## Научная деятельность
Разработка вопросов систематики, филогении, экологии, географии, физиологии, генетики культурных растений и их диких родичей — таков неполный спектр научных интересов Евгении Николаевны. Основные направления её научной деятельности, посвященные изучению закономерностей изменчивости растений, эволюционного процесса и видообразования, систематики культурных растений и их диких родичей не потеряли актуальности в настоящее время.

## Основные научные труды
- О полевых культурах Алтая (Краткий очёт о поездке летом 1924 г.) // Тр. по прикл. ботан. и селекции. — 1924—1925. — Т. 14, вып. 1. — С. 359—376..
- Краткий очерк сельскохозяйственного растениеводства в Японии (по данным поездки в Японию в 1928 г.) // Тр. по прикл. ботан. и селекции. — 1930. — Т. 22, вып. 5. — С. 217—283..
- О задачах прикладной фитоэкологии // Тр. по прикл. ботан. и селекции. — 1932. — Вып. Сер. 9, Ч. 1. — С. 255—275..
- Экологическая система кормовых растений // Тр. по прикл. ботан. и селекции. — 1933. Прилож. 62. — С. 43..
- Селекция кормовых трав // Теоретические основы селекции растений. — М.; Л., 1935. — Т. 2. — С. 587—658..
- Люцерна в настоящем и будущем // Селекция и семеноводство. — 1937. — Вып. № 5. — С. 54—58.
- К вопросу о растительной конституции и выражающих её признаках // Журн. общ. биологии. — 1946. — Т. 7, вып. № 2. — С. 147—160..
- Классификация льна как исходного материала для селекции и его эволюции // Сб. работ по биологии развития и физиологии льна. — М., 1954. — С. 45—102..
- Происхождение пшеницы // Проблемы ботаники. — М.; Л., 1955. — Т. 2. — С. 5—73..
- Важнейшие дикорастущие кормовые растения Северного Кавказа // Тр. по прикл. ботан., генетике и селекции. — 1960. — Т. 33, вып. 3. — С. 149—204..
- Об общих закономерностях эколого-географической изменчивости состава популяций дикорастущих и культурных растений // Тр. по прикл. ботан., генет. и  селекции. — 1964. — Т. 36, вып. 2. — С. 3—13..
- Историческая география культурной флоры (На заре земледелия). — Л.: Колос. Ленингр. отд-ие, 1969. — С. 480..
- Актуальные вопросы генетики популяций (тезисы к докладу на Всесоюзной конференции по овощным культурам. Ленинград, 17 января, 1961 г.) // Бюл. ВИР. — 1991. — Вып. 216. — С. 9—10..
- Проблемы популяционной ботаники // Сб. трудов. — Екатеринбург: УрО РАН, 2002. — Т. 1. — С. 196..
- Проблемы популяционной ботаники // Сб. трудов. — Екатеринбург: УрО РАН, 2003. — Т. 2. — С. 403..
- Просто человек // Наука и жизнь. — 2003. — Вып. № 6. — С. 111—116..
- Жизнь Веры. Экспедиция на Южный Алтай // Ботанические исследования Сибири и Казахстана. — Барнаул, 2004. — Вып. 10. — С. 126—136..
- Жизнь Веры. Экспедиция в Японию // Ботанические  исследования  Сибири и Казахстана. — Барнаул. — Т. 2005, вып. 11. — С. 129—157..
- Синская Е. Н., Борковская В. А. К познанию популяций дикорастущей кавказской ржи // Тр. по прикл. ботан., генет. и селекции. — 1964. — Т. 36, вып. 2. — С. 140—179..
- Синская Е. Н., Воробьева Ф. М. Анализ популяций озимых пшениц в процессе переделки их в сорте с яровым образом жизни // Проблема популяций у высших растений. — Л., 1961. — Вып. 1. — С. 106—140..
- Синская Е. Н., Щенкова М. С. Распределение диких плодовых и ягодных растений по основным вертикальным полосам Кавказа // Тр. по прикл. ботан., генет. и селекции. — 1934.. — Вып. Сер. 8. № 2. — С. 3—33.

## Награды
- Орден Ленина (1957)